# Essoyes
Essoyes település Franciaországban, Aube megyében. Lakosainak száma 711 fő (2022. január 1.). Essoyes Courteron, Fontette, Loches-sur-Ource, Mussy-sur-Seine, Noé-les-Mallets, Plaines-Saint-Lange, Verpillières-sur-Ource, Grancey-sur-Ource és Gyé-sur-Seine községekkel határos.

## Népesség
A település népességének változása:
| Lakosok száma | 741  | 679  | 685  | 681  | 754  | 741  | 715  | 721  | 718  | 711  |
|               | 1968 | 1982 | 1990 | 2006 | 2013 | 2015 | 2017 | 2019 | 2020 | 2022 |